# Strada Statale 38 dir/A dello Stelvio
Die Strada Statale 38dir/A dello Stelvio (kurz SS38dir/A) ist eine italienische Staatsstraße in der Region Lombardei.  Sie stellt einen Seitenast (italienisch diramazione) der SS 38 dar.
Bei der Festlegung der SS 38 im Jahre 1928 wurden auch zwei Seitenäste festgelegt. Der erste Seitenast zweigt an einem Kreisel in Tirano ab und verläuft zur Schweizer Grenze bei Campocologno. Dort setzt die Hauptstrasse 29 an, die nach Samedan führt. Da die SS 38 in diesem Bereich sehr dicht an der Grenze verläuft, ist der Seitenast nur 1700 Meter lang.